# Потсдам (округ)
Потсдамський округ був найбільшим з 14 округів Німецької Демократичної Республіки. Він був заснований на території землі Бранденбург 25 липня 1952 року в рамках ліквідації земель у НДР шляхом адміністративної реформи 1952 року та охоплював значну частину Бранденбурга. Потсдамський округ також завдячує своїм розміром тому факту, що це був єдиний район НДР, який безпосередньо межував із Західним Берліном і займався виключно безпековими питаннями із Західним Берліном. Водночас частина території бранденбурзького району Вестпрігніц була передана новому округу Шверін, щоби не нагородити район Потсдам кордоном із Західною Німеччиною. Остання частина території була повернута Бранденбургу в 1992 році.
Округ не мав герба, але міський герб Потсдама іноді використовувався як символ регіону. З відновленням земель завдяки возз’єднанню Німеччини 3 жовтня 1990 року округи були ліквідовані, після чого округ знову став частиною Бранденбургу.

## Адміністративний поділ
Потсдамський округ включав міські райони Потсдам і Бранденбург-на-Гафелі, а також такі райони:
1. Район Бельціг
2. Район Бранденбург
3. Район Гранзе
4. Район Ютербог
5. Район Кенігс Вустергаузен
6. Кирицький район
7. Район Лукенвальде
8. Науенський район
9. Нойруппінський район
10. Оранієнбурзький район
11. Потсдамський район
12. Район Пріцвальк
13. Ратенівський район
14. Район Вітшток
15. Район Цоссен

## Розвиток населення
| рік      | Кількість резидентів |
| -------- | -------------------- |
| 1961 рік | 1,146,700            |
| 1970 рік | 1,133,631            |
| 1985 рік | 1,121,539            |

## Адміністративні та урядові керівники

### Список керівників окружної ради
- 1952–1953: Курт Вах (1906–1974)
- 1953–1957: Йозеф Штадлер (1906–1984)
- 1957–1960: Гербертручке (1905–1978)
- 1960–1962: Франц Пеплінскі (1910–1991)
- 1962–1971: Герберт Пучерт (1914–1997)
- 1971–1974: Гюнтер Паппенгейм (1925–2021)
- 1974–1977: Вернер Ейднер (* 1923)
- 1977–1990: Герберт Цшоппе (1927–2001)
- 1990: Йохен Вольф (представник уряду, 1941–2022)

### Перші секретарі районного відділенняСЄПН
- 1952–1956: Курт Зайбт (1908–2002)
- 1956–1957: Едуард Гьотцль (1921–1986)
- 1957–1964: Курт Зайбт (1908–2002)
- 1964–1976: Вернер Віттіг (1926–1976)
- 1976–1989: Гюнтер Ян (1930–2015)
- 1989–1990: Хайнц Вітце (* 1947)